# Естонія 200
Естонія 200 (ест. Eesti 200, E200) — це ліберальна політична партія в Естонії. Вона дотримується соціального та економічного лібералізму.

## Історія
Рух Е200 був заснований у 2017 році, коли формальні ініціатори почали збиратися для обговорення майбутнього Естонії. При цьому датою заснування руху можна вважати 2 травня 2018, дату публікації маніфесту руху.
На парламентських виборах 2019 року партія набрала 4,4% голосів, тим самим не погодилася пройти процентний бар'єр.
На парламентських виборах 2023 року Естонія 200 отримала 13,3% голосів і 14 місць у Рійгікогу. Після виборів 7 березня прем'єр-міністр і лідер Партії реформ Кая Каллас запросила «Естонію 200» і Соціал-демократичну партію на попередні переговори, спрямовані на формування нового коаліційного уряду.

## Ідеологія

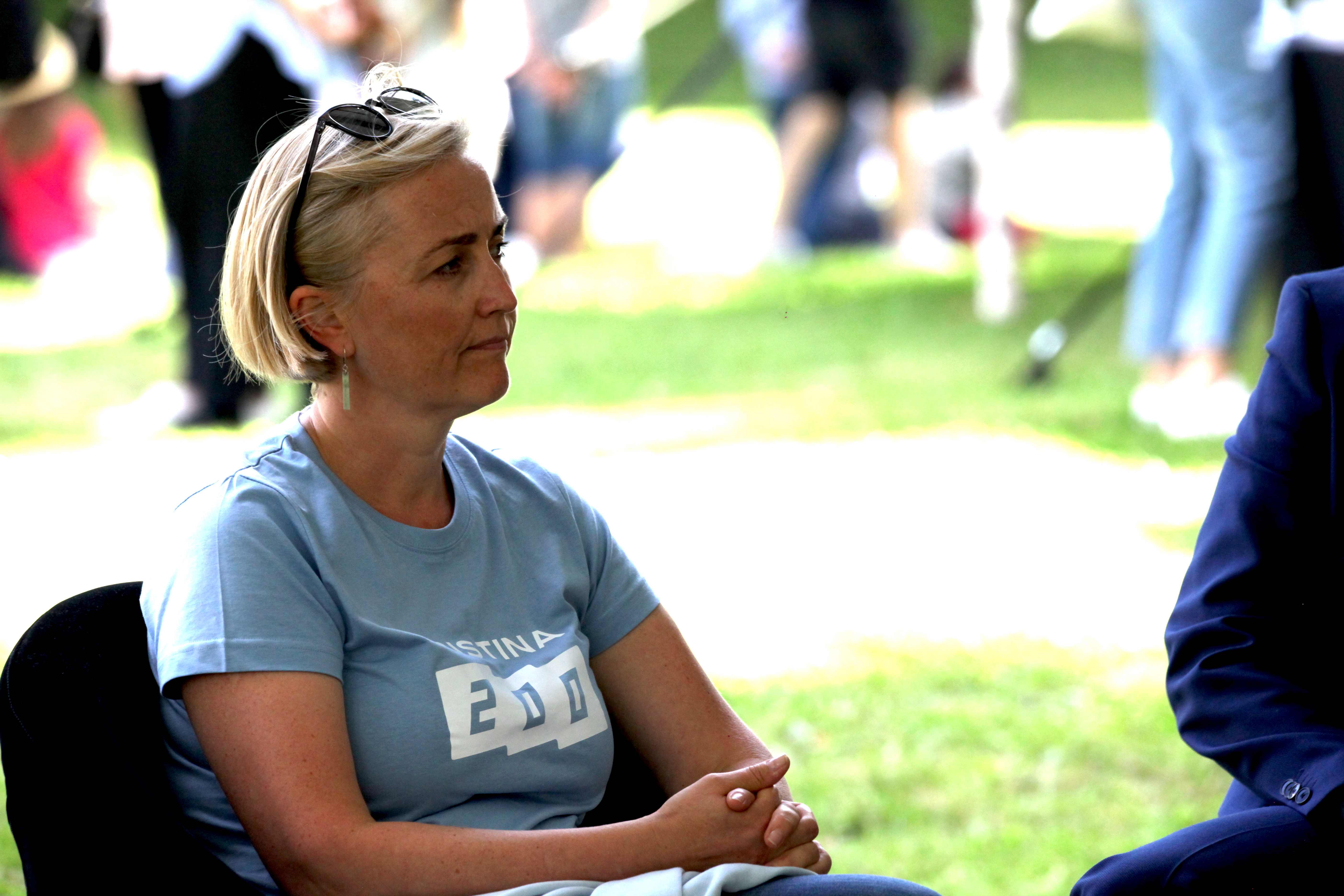
Колишня лідерка Eesti 200 Крістіна Каллас на фестивалі Opinion Festival 2021 у Пайде, Естонія

«Естонія 200» називає себе ліберальною та прогресивною партією. Вона підтримує членство Естонії в НАТО та Європейському Союзі, одностатеві шлюби та доступ до Інтернету як право людини.
Партія підтримує відновлювані джерела енергії на рівні громади та створення облігацій для зеленого фінансування. Вона виступає за включення уроків психічного здоров'я до шкільних програм, а також зарезервування 1% місцевих бюджетів на інвестиційні проєкти за вибором мешканців. «Естонія 200» також закликає до того, щоб органи місцевого самоврядування складалися на 50% з політиків і на 50% з представників експертів і груп інтересів. Крім того, вона має намір зменшити державне фінансування всіх політичних партій.

## Результати виборів

### Вибори до Рійгікогу
| Вибори | Голосів | %         | Місць    | +/–  | Уряд             |
| ------ | ------- | --------- | -------- | ---- | ---------------- |
| 2019   | 24,447  | 4.4 (#6)  | 0 / 101  | Нова | Поза парламентом |
| 2023   | 81,329  | 13.3 (#4) | 14 / 101 | ▲14  | Коаліція         |

### Вибори до Європарламенту
| Вибори | Голосів | %         | Місць | +/–  |
| ------ | ------- | --------- | ----- | ---- |
| 2019   | 10,700  | 10.2 (#6) | 0 / 7 | Нова |
| 2024   | 9,584   | 2.6 (#8)  | 0 / 7 | ▬    |